# Mataram (Dalfsen)
Mataram is een buurtschap in de gemeente Dalfsen in de Nederlandse provincie Overijssel. De buurtschap ligt in het westen van de gemeente, 3 kilometer ten zuidwesten van Dalfsen. Mataram dankt zijn naam aan het gelijknamige huis en landgoed Mataram, dat door de toenmalige eigenaar Van Rhijn rond 1800 werd vernoemd naar het Sultanaat Mataram, waar hij resident was geweest.
Hoofdplaats: Dalfsen      Dorpen: Ankum · Hoonhorst · Lemelerveld · Nieuwleusen · Oudleusen

Buurtschappen: Broekhuizen · Dalfserveld · Dalmsholte (deels) · De Marshoek · De Meele · Den Hulst · Emmen · Engeland · Gerner · Hessum · Holt · Lenthe · Mataram · Millingen · Ooster-Dalfsen · Oudleusenerveld · Rechteren · Rosengaarde · Ruitenveen · Slennebroek · Strenkhaar · Vennenberg · Welsum

Voormalige gemeenten: Nieuwleusen

Overijssel · Steden en dorpen in Overijssel      Nederland · Provincies · Gemeenten